# 东海道惊魂
『東海道お化け道中』（とうかいどうおばけどうちゅう）是1969年（昭和44年）3月21日大映配給公開大映京都撮影所製作的時代劇、特撮映画。同时放映『卡美拉对大恶兽基龙』。78分。

## 介绍
时间是江户时代的东海道，孙女美代看到了守护古墓鬼冢的老人甚兵卫被黑帮勘藏一家杀害，所以就为躲避追杀就带着信物到由井找父亲。侥幸被百太郎相助才化险为夷。但黑帮又派出赛吉诱拐美代，但被牧童新太妨碍，并引出八墓山的妖怪。 

## 脚注
1. ↑  地方によっては短編文化映画も付加